# Ernst Serrander
Ernst Serrander (né le 11 juin 1883 à Gävle, mort le 25 août 1941 à Gävle) est un athlète suédois.
Il était membre du club IFK Gävle. Aux Jeux olympiques de 1906 à Athènes, il a été éliminé lors des qualifications du 800 mètres.